# Olympische Winterspiele 2014/Teilnehmer (Neuseeland)
| Gelbes Symbol für Goldmedaillen mit stilisierten Olympischen Ringen | Graues Symbol für Silbermedaillen mit stilisierten Olympischen Ringen | Braundes Symbol für Bronzemedaillen mit stilisierten Olympischen Ringen |
| ------------------------------------------------------------------- | --------------------------------------------------------------------- | ----------------------------------------------------------------------- |
| —                                                                   | —                                                                     | —                                                                       |

Neuseeland nahm an den Olympischen Winterspielen 2014 in Sotschi mit 15 Athleten in 5 Sportarten teil.

## Sportarten

### Eisschnelllauf
| Männer - Shane Dobbin 5000 m: 14. Platz 10.000 m: 7. Platz |

### Freestyle-Skiing
Frauen
| Halfpipe - Janina Kuzma 5. Platz | Slopestyle - Anna Willcox-Silfverberg 15. Platz |

Männer
| Halfpipe - Lyndon Sheehan 9. Platz - Beau-James Wells 6. Platz - Byron Wells nicht gestartet - Josiah Wells 4. Platz | Slopestyle - Beau-James Wells 21. Platz - Josiah Wells 11. Platz |

### Skeleton
| Frauen - Katharine Eustace 11. Platz | Männer - Ben Sandford 20. Platz |

### Ski Alpin
| Männer - Adam Barwood Riesenslalom: 44. Platz Slalom: 25. Platz |

### Snowboard
| Halfpipe Frauen - Rebecca Sinclair Aus in der Qualifikation | Slopestyle Frauen - Shelly Gotlieb Aus im Halbfinale - Stefi Luxton Aus im Halbfinale - Christy Prior Aus im Halbfinale - Rebecca Torr Aus im Halbfinale |